# XV. Henrik alsó-bajor herceg
XV. Henrik alsó-bajor herceg (Bajor Hercegség, 1312. augusztus 28. – Natternberg, 1333. június 18.) magyar királyi herceg, alsó-bajor herceg.

## Élete
Ottó magyar király és alsó-bajor herceg és Ágnes glogaui hercegnő egyetlen fia. Egy testvére volt, Ágnes. Édesapja nem sokkal Henrik születése után 1312. szeptember 9-én meghalt, így ő pár napos korától kezdve Alsó-Bajorország hercege volt. Mellette két társherceg is volt, két unokatestvére XIV. Henrik és IV. Ottó. Henrik apja után igényt tartott a magyar trónra, követeléséről 1327. folyamán lemondott. Henriket gyakran nevezték Nattenbergi Henriknek, mivel a nattenbergi kastély volt kedvenc tartózkodási helye. Henrik 1326 és 1328 között feleségül vette Habsburg Anna osztrák hercegnőt, házasságuk gyermektelen maradt. Özvegye aztán feleségül ment János Henrik görzi grófhoz.